# Endre Fotland Knudsen
Endre Fotland Knudsen (9 luglio 1988) è un calciatore norvegese, centrocampista del Lyn.

## Carriera

### Club

#### Lyn Oslo
Fotland Knudsen cominciò la carriera con la maglia del Lyn Oslo. Debuttò in squadra il 13 giugno 2007, quando fu titolare nel successo per 0-5 sul campo del Kvik Halden, in un incontro valido per la Coppa di Norvegia 2007, dove segnò una doppietta. Il 1º luglio arrivò l'esordio nell'Eliteserien, quando fu schierato in campo nella vittoria per 0-1 in casa dello Start, dove andò ancora a segno, decidendo l'esito del match.
Totalizzò 21 incontri nella massima divisione norvegese, con 4 reti all'attivo. Al termine del campionato 2009, però, il Lyn Oslo retrocesse. Nel 2010, il club dichiarò poi la bancarotta, così Fotland Knudsen e tutti i compagni di squadra si ritrovarono svincolati.

#### Lyn Fotball
Fotland Knudsen si accordò allora con il Lyn Fotball, militante in 6. divisjon. Il Lyn Fotball fu fondato dai tifosi del vecchio Lyn Oslo, per permettere la sopravvivenza del club. Contribuì immediatamente alla promozione, con 10 reti in 6 presenze.

#### Røros
Nel 2014, Fotland Knudsen passò al Røros.

### Nazionale
Fotland Knudsen giocò 7 partite per la Norvegia under 21. Esordì il 5 febbraio 2008, quando sostituì Petter Bruer Hanssen nella sconfitta per 3-2 contro l'Austria under 21.

## Statistiche

### Presenze e reti nei club
Statistiche aggiornate al 1º aprile 2017.
| Stagione        | Club            | Campionato      | Campionato | Campionato | Coppe nazionali | Coppe nazionali | Coppe nazionali | Coppe continentali | Coppe continentali | Coppe continentali | Supercoppe | Supercoppe | Supercoppe | Totale | Totale |
| Stagione        | Club            | Comp            | Pres       | Reti       | Comp            | Pres            | Reti            | Comp               | Pres               | Reti               | Comp       | Pres       | Reti       | Pres   | Reti   |
| --------------- | --------------- | --------------- | ---------- | ---------- | --------------- | --------------- | --------------- | ------------------ | ------------------ | ------------------ | ---------- | ---------- | ---------- | ------ | ------ |
| 2007            | Lyn Oslo        | ES              | 8          | 3          | CN              | 3               | 3               | -                  | -                  | -                  | -          | -          | -          | 11     | 6      |
| 2008            | Lyn Oslo        | ES              | 9          | 1          | CN              | 3               | 0               | -                  | -                  | -                  | -          | -          | -          | 12     | 1      |
| 2009            | Lyn Oslo        | ES              | 4          | 0          | CN              | 0               | 0               | -                  | -                  | -                  | -          | -          | -          | 4      | 0      |
| gen.-giu. 2010  | Lyn Oslo        | 1D              | 0          | 0          | CN              | 0               | 0               | -                  | -                  | -                  | -          | -          | -          | 0      | 0      |
| Totale Lyn Oslo | Totale Lyn Oslo | Totale Lyn Oslo | 21         | 4          |                 | 6               | 3               |                    | -                  | -                  |            | -          | -          | 27     | 7      |
| ago.-dic. 2010  | Lyn             | 6D              | 6          | 10         | CN              | 0               | 0               | -                  | -                  | -                  | -          | -          | -          | 6      | 10     |
| 2011            | Lyn             | 4D              | 21         | 10         | CN              | 0               | 0               | -                  | -                  | -                  | -          | -          | -          | 21     | 10     |
| 2012            | Lyn             | 3D              | 20         | 2          | CN              | 3               | 1               | -                  | -                  | -                  | -          | -          | -          | 23     | 3      |
| 2013            | Lyn             | 2D              | 4          | 1          | CN              | 1               | 0               | -                  | -                  | -                  | -          | -          | -          | 5      | 1      |
| gen.-giu. 2014  | Røros           | 4D              | 7          | 3          | CN              | -               | -               | -                  | -                  | -                  | -          | -          | -          | 7      | 3      |
| giu.-dic. 2014  | Lyn             | 2D              | 0          | 0          | CN              | -               | -               | -                  | -                  | -                  | -          | -          | -          | 0      | 0      |
| 2015            | Lyn             | 2D              | 5          | 0          | CN              | 0               | 0               | -                  | -                  | -                  | -          | -          | -          | 5      | 0      |
| Totale Lyn      | Totale Lyn      | Totale Lyn      | 32         | 20         |                 | 0               | 0               |                    | -                  | -                  |            | -          | -          | 32     | 20     |
| 2016            | Bjørnevatn 2    | 5D              | 1          | 1          | -               | -               | -               | -                  | -                  | -                  | -          | -          | -          | 1      | 1      |
| 2017            | Haugar          | 5D              | 0          | 0          | -               | -               | -               | -                  | -                  | -                  | -          | -          | -          | 0      | 0      |
| Totale          | Totale          | Totale          | 55         | 25         |                 | 7               | 3               |                    | -                  | -                  |            | -          | -          | 62     | 28     |